# Partit Socialista Assiri
El Partit Socialista Assiri és una organització política iraquiana, la més antiga de les organitzacions assíries del país, ja que fou fundada al nord de l'Iraq el 1917 per Freydun Bit Abram àlies Atturaya, i va desaparèixer durant els anys vint.
Fou refundada el 2002 per un grup d'activistes assiris. Està dividit en branques nacionals de les quals la de l'Iraq es diu Partit Socialista de Beth Nahrin i és l'única important; i hi ha també branques a Turquia, Síria, Líban i l'Iran. La seva seu és a Bagdad.